# Jayhawks du Kansas (basket-ball)
Cet article concerne la section basket-ball des Jayhawks du Kansas. Pour les autres sections, voir Jayhawks du Kansas.
Maillots
 (octobre 2024).
Le contenu est difficilement compréhensible vu les erreurs de traduction, qui sont peut-être dues à l'utilisation d'un logiciel de traduction automatique.
L'équipe de basket-ball des Jayhawks du Kansas est le programme universitaire de basket-ball représentant l'Université du Kansas. Il s'agit de l'une des équipes ayant rencontré le plus de succès dans l'histoire du basket-ball universitaire. Elle est classée en Division I de la NCAA et évolue dans la conférence Big 12.
Le premier entraîneur des Jayhawks est l'inventeur du basket-ball, James Naismith, qui est le seul entraîneur de l'histoire de l'équipe avec un bilan négatif. Le programme a vu émerger de nombreux joueurs professionnels notables, comme Clyde Lovellette, Wilt Chamberlain, Jo Jo White, Danny Manning, Raef LaFrentz, Paul Pierce, Nick Collison, Kirk Hinrich, Mario Chalmers et Andrew Wiggins, ainsi que les entraîneurs Phog Allen, Adolph Rupp, John McLendon, Dean Smith, Dutch Lonborg, Larry Brown, Roy Williams et Bill Self. Phog Allen fonda la National Association of Basketball Coaches (NABC) et était, avec Lonborg, un des premiers partisans du Championnat NCAA de basket-ball,.
En 2008, ESPN nomme les Jayhawks deuxième programme le plus prestigieux depuis la saison 1985-1986, après les Blue Devils de Duke. Kansas est l'équipe avec la plus longue série en cours de participations au championnat NCAA (26) et celle avec la deuxième plus longue série en cours de saisons positives (plus de victoires que de défaites) avec 31, derrière les 43 saisons de Syracuse. Elle détient également les records du nombre de saisons positives dans l'histoire de la Division I (97), du nombre de titres de conférence en Division I (59), ainsi que celui du nombre de joueurs sélectionnés dans la All American First Team (récompense annuelle honorant les meilleurs joueurs NCAA de la saison).
Depuis l'inauguration du Allen Fieldhouse en 1955, les Jayhawks ont un bilan à domicile de 699 victoires pour 108 défaites (86,6 %). Sous les ordres de l'entraîneur Bill Self, l'équipe a un bilan à domicile de 206-9 (95,8 %), qui inclut des séries de 69 puis 33 victoires de suite, ainsi qu'une série en cours de 40.

## Historique de l'équipe
Les Jayhawks ont le plus grand nombre de saisons positives de l'histoire de la NCAA. L'équipe a eu seulement huit entraîneurs depuis sa création il y a 118 ans. Chaque entraîneur a mené Kansas au Final Four (demi-finales) depuis la création du championnat de la NCAA. Quatre des entraîneurs de Kansas ont été intronisés au Basketball Hall of Fame, davantage que toute autre équipe universitaire des États-Unis. Les Jayhawks ont remporté 9 titres en 19 ans d'existence de la conférence Big 12, dans laquelle ils évoluent. Ils remportèrent leur 2000e match contre Texas Tech au cours de la saison 2009-2010, devenant l'une des trois équipes à atteindre ce résultat avec l'Université du Kentucky et l'Université de Caroline du Nord.

### Naismith et les premières années

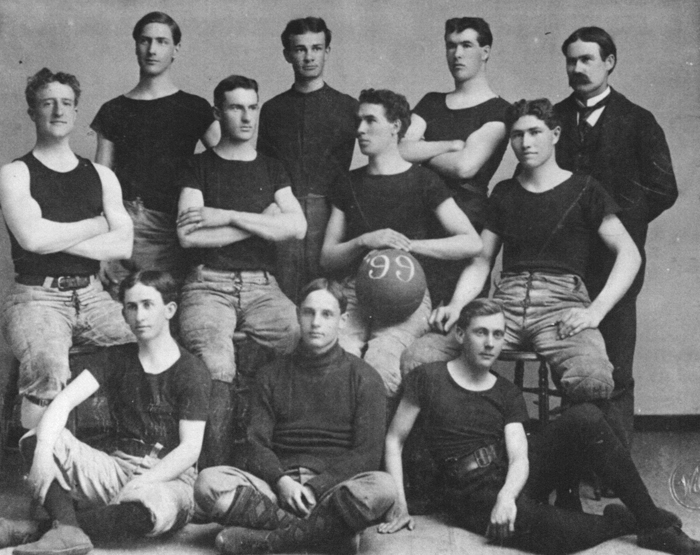
L'équipe de 1899 de l'Université du Kansas, avec le docteur James Naismith (en haut à droite)

Le programme de basket-ball démarre officiellement en 1898 à la suite de l'arrivée de James Naismith dans l'école, soit seulement six ans après qu'il a écrit les premières règles officielles de ce sport. À l'origine, Naismith n'avait pas été recruté pour entraîner une équipe de basket-ball mais pour diriger la chapelle et enseigner l'éducation physique.
Durant ces premières années, la plupart des matchs de l'université étaient disputés contre des équipes à proximité affiliées à la YMCA, qui joua ainsi rôle important dans la naissance du basket-ball. Le Haskell Institute et le William Jewell College étaient également des adversaires réguliers. Sous Naismith, l'équipe ne joua qu'un seul match contre une équipe de l'actuelle Big 12 : une confrontation contre ses rivaux, les Wildcats de l'Université d'État du Kansas. Ironiquement, Naismith est le seul entraîneur de l'histoire du programme à avoir un bilan négatif (55-60).
En comptant ses années d'entraîneur, Naismith fut directeur athlétique et membre de la faculté de l'université pendant presque 40 ans, avant de prendre sa retraite en 1937. Naismith décéda en 1939 et fut enterré à Lawrence (Kansas). Le terrain de basket-ball du Allen Fieldhouse est nommé le James Naismith Court. Au-delà d'avoir inventé ce sport, un de ses grands héritages est sa descendance dans le coaching, dont les deux membres principaux sont les entraîneurs Phog Allen et John McLendon (McLendon étudia à Kansas dans les années 1930 alors qu'Allen était l'entraîneur, mais la ségrégation lui interdisait de jouer pour celui-ci. Naismith devint donc son mentor depuis son arrivée jusqu'après son diplôme).

### L'ère Phog Allen
En 1907, KU recruta l'un des joueurs de Naismith, le docteur Forrest C. "Phog" Allen comme entraîneur principal. Naismith avait enseigné à Allen une maxime désormais célèbre: « Au basket-ball, tu ne peux pas entraîner, tu peux seulement jouer ». (You can't coach basketball; you just play it.) Allen démentira cet adage pour devenir, grâce à ses succès et sa « lignée » de coaching, le « père de l'entraînement de basket-ball ». Il transmettra en effet sa science du jeu à certains des noms les plus respectés de l'histoire du basket-ball universitaire, dont les entraîneurs Dean Smith, Adolph Rupp, Dutch Lonborg, et Ralph Miller qui furent tous admis au Hall of Fame par la suite (tous sauf Lonborg étaient originaires du Kansas). Allen entraîna l'équipe de 1907 à 1909, mais en repris les rênes en 1919 après les dix années de William O.Hamilton. Durant ces dix ans, l'équipe eut un bilan de 125-59 et remporta cinq titres de conférence.
Allen entraîna KU pendant 39 saisons pour un bilan de 590-219, remportant le championnat NCAA en 1952. De nombreux grands joueurs évoluèrent sous ses ordres, dont Dean Smith, Adolph Rupp, Dutch Lonborg, Ralph Miller, Paul Endacott, Bill Johnson et Clyde Lovellette tous intronisés au Hall of Fame, ainsi que Bill Hougland qui remporta deux fois l'or olympique.
En 1952, les Jayhawks remportèrent le titre NCAA grâce à une victoire 80-63 contre Saint John's, alors entraînée par Franck McGuire. Le Jayhawk Clyde Lovellette fut élu Most Outstanding Player (meilleur joueur) de la compétition et est à ce jour le seul joueur à avoir été le meilleur marqueur du pays tout en menant son équipe au titre la même année. Ce championnat était le premier à avoir un format "Final Four" (demi-finales). Sept membres des équipes présentent participèrent aux Jeux Olympiques d'été de 1952 et remportèrent la médaille d'or avec l'équipe de basket-ball des États-Unis. Cette victoire était particulièrement poignante pour Allen, qui était la principale voix qui avait permis l'ajout du basket-ball aux Jeux Olympiques de 1936.
Allen prit sa retraite en 1956, à l'âge de 70 ans. Il recruta le légendaire Wilt Chamberlain mais n'eût pas l'occasion de l'entraîner car les Freshmen (étudiants de première année) n'étaient pas éligibles pour jouer au basket-ball universitaire en 1956.

### L'ère Dick Harp

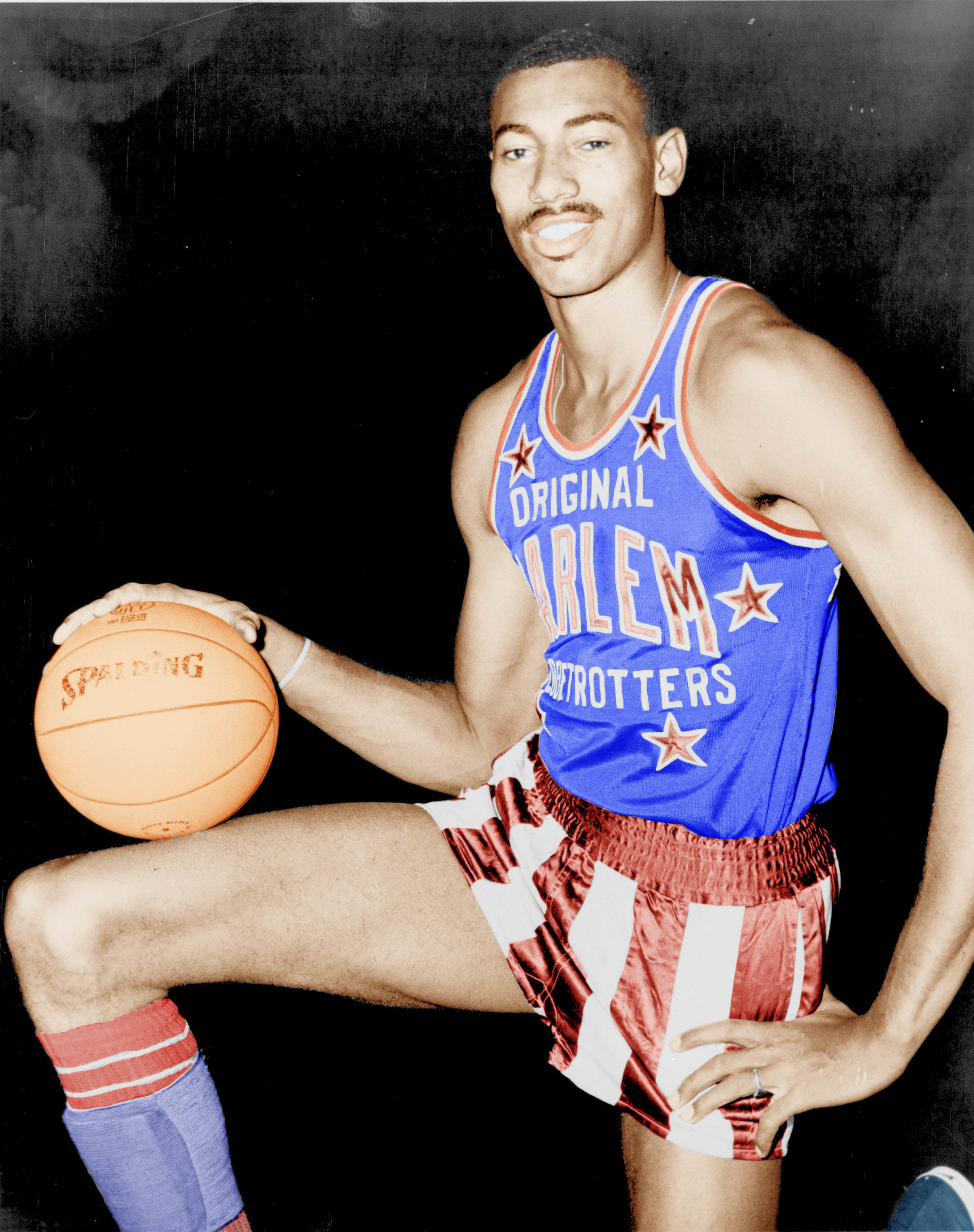
Wilt Chamberlain était l'un des meilleurs pivots à avoir jamais joué pour les Jayhawks.

À la suite de la retraite d'Allen, les Jayhawks recrutèrent un de leurs anciens joueurs et assistant, Dick Harp. Sous sa direction, l'équipe obtint un bilan de 121-82 et remporta deux titres de conférence, tout en participant deux fois au championnat NCAA.
Wilt Chamberlain joua à l'université sous les ordres de Harp, lui facilitant ainsi la tâche lors de ses deux premières saisons. Pour son premier match, Chamberlain inscrivit 52 points et prit 31 rebonds, battant ainsi les records universitaires de chacune de ces catégories. En 1957, il mena les Jayhawks en finale nationale contre les Tar Heels de l'l'Université de Caroline du Nord, entraînée par Franck McGuire, qu'ils avaient battu en finale en 1952 alors que McGuire était à Saint John's. McGuire mit en place une défense à trois contre Chamberlain, ce qui lui permit de battre KU 54-53 à la fin de la troisième période de prolongation. Ce match est considéré comme un des meilleurs de l'histoire de la NCAA. Chamberlain continue de marquer en moyenne plus de 30 points par match jusqu'à la fin anticipée de son cursus pour rejoindre l'équipe professionnelle des Harlem Globetrotters.

### L'ère Ted Owens
Ted Owens remplaça Harp en 1964 et obtiendra un bilan de 348-218 avec les Kansas Jayhawks, en gagnant six fois le titre de la conférence Big Eight.
L'équipe participa au championnat NCAA à sept reprises sous sa direction. En 1971, elle obtint un bilan de 27-3 et atteint le Final Four qu'elle perdit face aux Bruins d'UCLA. En 1974, après un bilan de 23-7, elle perdit une nouvelle fois au Final Four face à Marquette.
Durant cette période, les Jayhawks virent éclore plusieurs joueurs All-Americans comme Jo Jo White, Walt Wesley, Bud Stallworth, Darnell Valentine et Dave Robisch.
Après 19 ans d'entraînement à Kansas, Owens fut licencié lors de la saison 1982-1983 après deux saisons négatives de suite.

### Les années Larry Brown

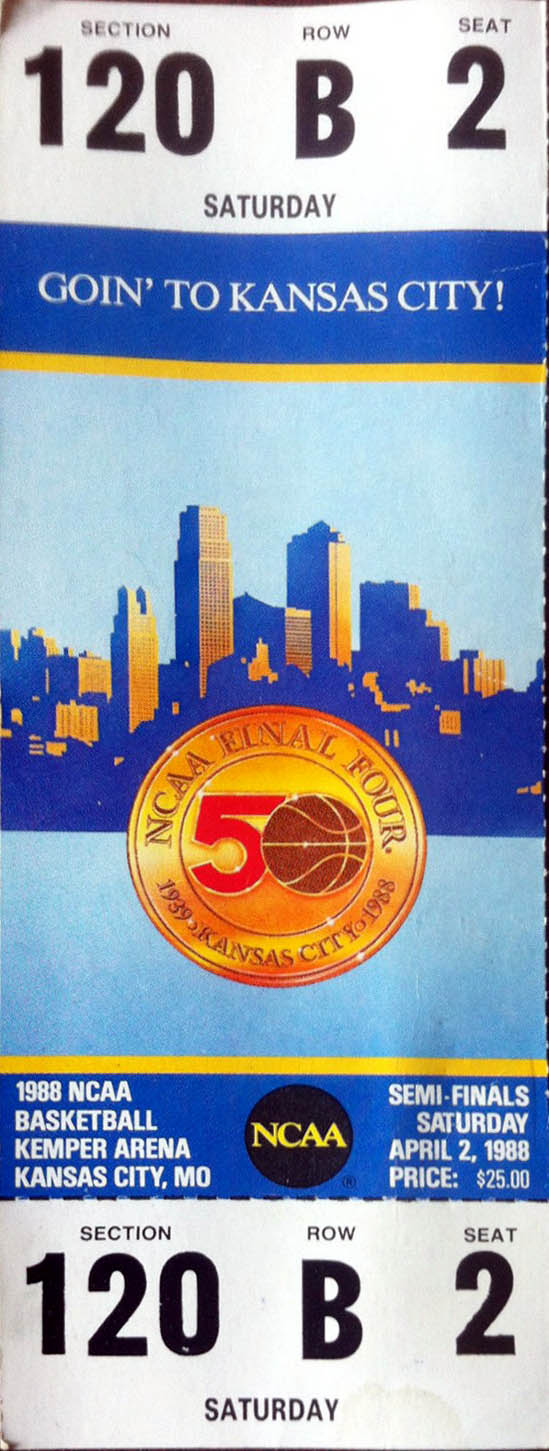
Brown mena Kansas à son deuxième titre national en 1988.

En 1983, Larry Brown rejoignit l'université du Kansas après avoir entraîné en NBA. Avec lui, Kansas finit premier de la Big Eight en 1986 et deuxième en 1984, 1985 et 1987. En 1988, Kansas commença par un médiocre 12-8, dont 1-4 face aux équipes de la Big Eight. La série de 55 victoires au Allen Fieldhouse fut arrêtée par une défaite face au rival Kansas State, et l'équipe perdra également deux matches à domicile contre Duke et Oklahoma. Grâce au scoring de Danny Manning, KU finit la saison sur un bilan de 21-11 et participa alors au championnat NCAA en tant que #6 Seed (6e tête de série). Grâce à l'élimination rapide de deux favoris, ils purent affronter des équipes moins bien classées et gagner ainsi en confiance. Ils finirent par affronter les trois équipes qui les avaient battus à domicile plus tôt dans la saison. Ils battirent Kansas State lors du Elite 8 (quart-de-finale), puis Duke au Final Four, avant de finalement remporter le titre national face à Oklahoma sur le score de 83-79. Les 11 défaites accumulées par Kansas sont un record de NCAA pour une équipe sacrée championne. La victoire leur valut ainsi le surnom de "Danny and the Miracles" (Danny et les Miracles). Lors du début du championnat NCAA, Dick Vitale avait été interrogé sur les chances de victoires de Kansas et avait répondu « Si Kansas gagne, j'embrasserai le Jayhawk sur le parquet du Allen Fieldhouse. » Et il tint cette promesse.
Pendant les années Brown, Kansas participa cinq fois au championnat NCAA, dont deux fois au second tour, une au Sweet 16 (huitièmes de finale), deux au Final Four et furent sacrés une fois champions. il obtint un bilan général de 135-44 (75,4 %).Brown quitta son poste lors de la saison 1988-1989, laissant Kansas faire face aux sanctions NCAA pour des infractions aux règles de recrutement, qui étaient survenues sous sa direction. La principale infraction était un billet d'avion pour la potentielle recrue Vincent Askew pour rendre visite à sa grand-mère malade. Avant l’enquête, Askew avait déjà décidé de ne pas rejoindre Kansas.

### L'ère Roy Williams
Peu après le départ de Brown, Kansas recruta l'assistant de North Carolina, Roy Williams, comme entraîneur principal.
De 1988 à 2003, sous la direction de Williams, les Jayhawks eurent un bilan de 418-101 (80,5 %). Les équipes de Williams obtinrent 27,8 victoires de moyenne par saison. À l'exception de sa première saison à Kansas (quand son équipe en probation à cause des infractions au règlement au cours des années Brown), toutes les équipes de Brown participèrent au championnat NCAA. De 1990 à 1999, Kansas eut un bilan de 286-60, soit le plus grand nombre de victoires et le plus haut pourcentage de victoires de toute la décennie. De 1994 à 1998, les Jayhawks remportèrent 62 matchs consécutifs à domicile, la plus longue série en NCAA à l'époque. Les seniors (4e années) de 1998 Raef LaFrentz, Billy Thomas et C.B. McGrath eurent un bilan de 58-0 au cours de leur carrière à Kansas.
L'équipe remporta neuf fois la saison régulière de sa conférence sur ses 13 années en tant qu'entraîneur. En sept ans d'existence de la conférence Big 12, ses équipes eurent un bilan de 94-18, remportant le titre de saison régulière en 1997, 1998, 2002 et 2003 ainsi que le titre des séries (phase éliminatoire) en 1997, 1998 et 1999. En 2001-2002, KU devint la première équipe, et seule à ce jour, à être invaincue (16-0) dans la Big 12.
Kansas était avait le meilleur pourcentage au tir du pays en 1990 (53,3 %) et 2002 (50,6 %), ainsi que le plus gros écart de points en 2003. Ils contraignirent leurs adversaires au plus bas pourcentage au tir en 2001 (37,8 %), eurent le meilleur pourcentage de victoires en 1997 et 2002, le plus grand nombre de passes décisives en 2001 et 2002 et marquèrent plus de 90 points de moyenne en 1990 et 2002.
Sous la direction de Williams, l'équipe effectua plusieurs longs parcours en championnat NCAA, atteignant le Final Four quatre fois et la finale deux fois : en 1991 et 2003, mais les perdant toutes deux face à Duke puis Syracuse. Malgré ces bons résultats, les Jayhwaks de Williams connurent de nombreux malheurs. L'équipe de 1996-1997 était notamment considérée par beaucoup comme la meilleure de l'histoire, rassemblant plusieurs futurs joueurs NBA comme Paul Pierce, Jacque Vaughn, Raef LaFrentz et Scot Pollard. L'équipe fut battue lors du Sweet Sixteen par les futurs champions, les Wildcats de l'Arizona.
Les Jayhawks atteignirent le Final Four en 2002 et 2003. À la suite de la défaite en finale en 2003, Williams quitta Kansas et reparti entraîner les Tar Heels de la Caroline du Nord.

### Les années Bill Self
Bill Self fut nommé entraîneur avant la saison 2003-2004. Il hérita alors des joueurs recrutés par Roy Williams, ce qui causa quelque agitation à cause du style de jeu différent de ces deux entraîneurs. Self mena néanmoins son équipe au Elite Eight du championnat NCAA cette année-là.
Les deux saisons suivantes ne se terminèrent pas aussi bien. On attendait beaucoup de l'équipe expérimentée de KU en 2004-2005, menée par les seniors Wayne Simien, Keith Langford, Michael Lee et Aaron Miles. Ils débutèrent par un bilan de 20-1 mais perdirent six de leurs neuf derniers matchs, dont un contre Bucknell au premier tour du championnat NCAA. L'équipe avec 23-7 et fut co-championne de la Big 12 avec Oklahoma.

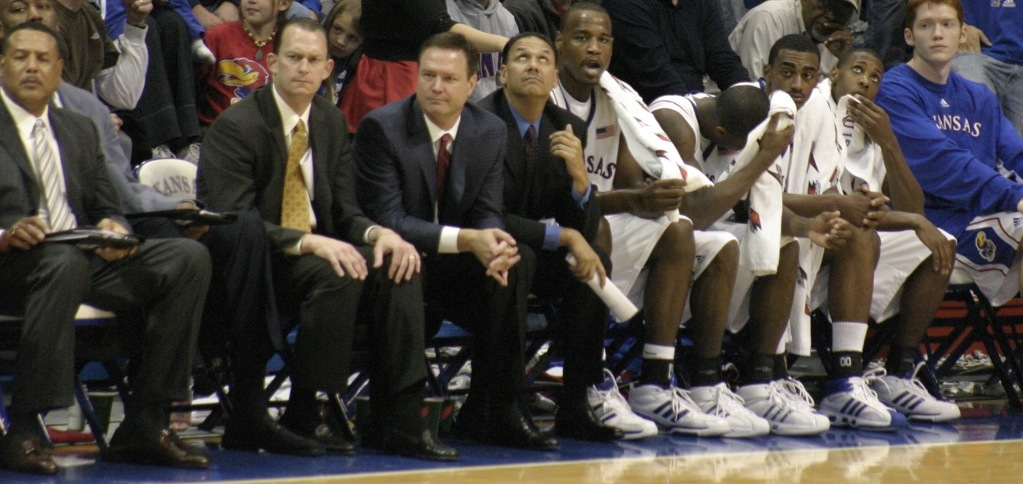
L'entraîneur Bill Self (3e en partant de la gauche) et son équipe championne de 2007-2008

 En, 2005-2006, on attendait peu de cette équipe dominée par les Freshmen et Sophomore (premières et deuxièmes années). Malgré une victoire 73-46 contre les Wildcats du Kentucky, ils virent également s'achever leur série de 31 victoires face au rival Kansas State sur une défaite 59-55 au Allen Fieldhouse. Mais les Jayhawksremportèrent 15 de leurs 17 derniers matchs pour participer aux séries de la Big 12 en #2 Seed (tête de série no 2). Ils en remportent la finale face aux Longhorns du Texas et participèrent ainsi au championnat NCAA, qu'ils perdirent au premier tour contre les Braves de Bradley.
En 2007-2008, Kansas commença la saison par un 20-0 avant de perdre à Kansas State pour la première fois depuis 1983. Les Jayhawks remportèrent le titre de saison régulière de la Big 12 ainsi que les séries. Ils gagnèrent en Elite Eight face Wildcats de Davidson sur le score de 59-57. En demi-finale, ils affrontèrent les Tar Heels de Caroline du Nord, entraînés par leur ancien coach Roy Williams, et les battirent par 84-66. Ils disputèrent alors la finale face au Tigers de Memphis. Au cours de ce match, alors qu'il ne restait que quelques secondes de jeu, Sherron Collins remonta la balle sur tout le terrain avant de la passer à Mario Chalmers, qui marqua un 3-points très éloigné et pour amener son équipe en prolongation. Ce tir sera ensuite connu comme « Mario's Miracle » (le Miracle de Mario). Kansas se défit ensuite de Memphis en prolongation 75-68 et remporta le titre NCAA. Ils terminèrent la saison sur un bilan de 37-3, soit la saison la plus victorieuse de l'histoire des Jayhawks.
En 2008-2009, malgré la perte de 7 de leurs 9 meilleurs marqueurs et de tous leurs titulaires, les Jayhawks participèrent à leur 20e championnat NCAA de suite sur un bilan de 25-7. Ils participèrent à leur troisième Sweet Sixteen consécutif après une victoire contre les Flyers de Dayton, mais leur saison se termina par une défaite 67-62 face à Michigan State. À la suite de cette saison, Bill Self fut élu « national Coach of the Year » (entraîneur de l'année) par Associated Press, CBS Sports, USBWA, et Sporting News.

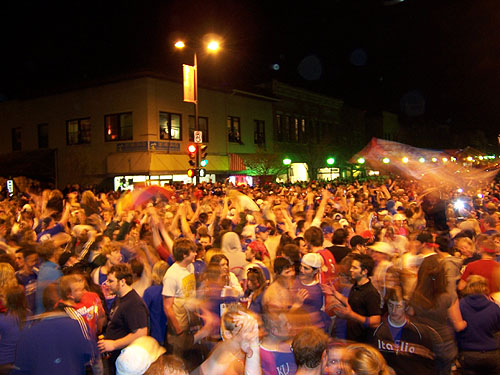
Des fans de Kansas célébrant le titre national de 2008 à Lawrence, Kansas.

Pendant l'intersaison, Sherron Collins et Cole Aldrich annoncèrent leur intention de revenir pour la saison 2009-2010. Kansas recruta également Xavier Henry, annoncé comme l'un des meilleurs de sa promotion, ce qui mena ESPN à faire de Kansas "l'équipe à battre de 2009-2010". Les Jayhawks finirent ainsi la saison sur un bilan de 29-2 et une série de 59 victoires à domicile. L'équipe remporta la 2000e victoire de son histoire, devenant seulement la troisième équipe à atteindre ce résultat. Ils participèrent alors leur 21e championnat NCAA consécutif, un record dans l'histoire de la NCAA. Toutefois, malgré leur statut de favori, ils s'inclinèrent au deuxième tour contre Northern Iowa.
Kansas recruta ensuite le meilleur lycéen, Josh Selby en avril 2010. Au cours de la saison 2010-2011, ils remportèrent la saison régulière de la Big 12 pour la septième fois d'affilée et participèrent au championnat NCAA avec le statut de favori. Bill Self fut élu meilleur entraîneur de la Big 12 et Marcus Morris meilleur joueur de la conférence. Au cours de la saison, Kansas dépassa North Carolina au classement des programmes les plus victorieux de l'histoire, atteignant la deuxième place, puis s'inclina au Final Four contre Virginia Commonwealth University.
L'équipe perdit par la suite six de ses huit meilleurs marqueurs et dut se reconstruire après sept titres consécutifs de la Big 12. Malgré 7 matchs disputés contre des adversaires classés dans le top 10, Kansas termina la saison régulière par 26-5 et remporta ainsi un 8e titre de conférence consécutif, puis atteignit le Final Four pour la quatorzième fois de son histoire. Les Jayhawks perdirent 67-59 en finale face aux Wildcats du Kentucky, qui avaient écarté les Cardinals de Louisville dans leur partie du tableau.
A la fin de la saison 2012-2013, les Jayhawks avaient remporté 107 de ses 109 derniers matchs à domicile, le meilleur bilan tous sports confondus en NCAA. Après avoir remporté leur neuvième titre consécutif de la Big 12, ils écartèrent leur rival Kansas State et accédèrent au championnat NCAA à nouveau avec le statut de favori, mais s'inclinèrent 87-85 au Sweet Sixteen face à Michigan.
Kansas recruta ensuite les stars Andrew Wiggins et Joel Embiid pour commencer la saison 2013-2014, où ils étaient attendus à la 5e place. Ils commencèrent par cinq victoires de suite dont une contre Duke mais termina la saison régulière par 14-4, remportant leur 10e titre consécutif de la Big 12. La blessure au dos de Joel Embiid fragilisa toutefois la défense intérieure des Jayhawks, leur faisant perdre quatre de leurs sept derniers matchs, dont un contre Iowa State en quarts de finale des séries de la Big 12 puis un autre contre Stanford en NCAA Tournament Round of 32 (32e de finale). Kansas termina la saison sur un bilan de 25-10, la première saison à 10 défaites depuis Roy Williams en 1999-2000.
À la suite du départ d'Andrew Wiggins et Joel Embiid pour la Draft de la NBA les Jayhawks recrutèrent Kelly Oubre et Cliff Alexander pour s’affirmer à nouveau comme le probable vainqueur de leur onzième titre consécutif de la Big 12, ce qu'ils réussirent à accomplir grâce à un bilan de 13-5. Malgré une défaite en finale de série de la Big 12, les Jayhawks participèrent au championnat NCAA avec le statut de #2 Seed mais furent battus par Wichita State par 13 points d'écart. Oubre et Alexander s'inscrivirent ensuite très vite à la Draft NBA.
Kansas disputa les World University Games 2015 (coupe du monde des universités) en Corée du Sud en y représentant les États-Unis. L'équipe termina invaincue et permit aux États-Unis de remporter sa première médaille d'or dans cette compétition depuis 2005.

## Classement par catégorie statistique
| Catégorie                                         | Rang | Statistique |
| ------------------------------------------------- | ---- | ----------- |
| Nombre de victoires                               | 2e   | 2 180       |
| Pourcentage de victoires                          | 3e   | 83,1 %      |
| Titres nationaux                                  | 7e   | 3           |
| Finales NCAA                                      | 4e   | 9           |
| Final Four                                        | 5e   | 14          |
| Elite Eight                                       | 4e   | 21          |
| Sweet 16                                          | 4e   | 28          |
| Participations au championnat NCAA                | 4e   | 44          |
| Matchs de championnat disputés                    | 3e   | 140         |
| Matchs de championnat remportés                   | 4e   | 97          |
| Pourcentage de victoire en championnat            | 6e   | 69,6 %      |
| Saisons à 35 victoires ou plus                    | 2e   | 4           |
| Saisons à 30 victoires ou plus                    | 3e   | 12          |
| Saisons à 25 victoires ou plus                    | 3e   | 27          |
| Saisons à 20 victoires ou plus                    | 5e   | 42          |
| Saisons avec un bilan positif                     | 1er  | 97          |
| Saison consécutives à 30 victoires ou plus,       | 1er  | 4           |
| Joueurs élus dans la première équipe All-American | 1er  | 21          |
| Titres de la saison régulière                     | 1er  | 59          |

Les nombres ci-dessus sont actualisés à la fin de saison 2014-2015.

## Entraîneurs
| Années               | Entraîneur          | Bilan     | Pourcentage | Commentaires |
| -------------------- | ------------------- | --------- | ----------- | --- |
| 1898–1907            | James Naismith†     | 55–60     | 47,8 %      | Retraite • Inventeur du basket-ball • Seul entraîneur de Kansas avec un bilan négatif |
| 1907–1909, 1919–1956 | Phog Allen†         | 590–219   | 72,9 %      | Retraite • Connu comme "le Père de l'entraînement de basket-ball" • Fonda la NABC (National Association of Basketball Coaches) • Influença avec succès l'accès du basket-ball aux Jeux Olympiques • 1 titre NCAA, 2 finales, 3 Final Four • 24 titres de saison régulière de conférence |
| 1909–1919            | William O. Hamilton | 125–59    | 67,9 %      | Démission • 5 titres de saison régulière de conférence |
| 1956–1964            | Dick Harp           | 121–82    | 59,6 %      | Démission • 1 Final Four • 2 titres de saison régulière de conférence |
| 1964–1983            | Ted Owens           | 348–182   | 65,7        | Renvoyé • 2 Final Fours • 6 titres de saison régulière de conférence |
| 1983–1988            | Larry Brown†        | 135–44    | 75,4 %      | Démission pour entraîner les San Antonio Spurs • 1 titre NCAA • 2 Final Fours • 1 titre de saison régulière de conférence |
| 1988–2003            | Roy Williams†       | 418–101   | 80,5 %      | Démission pour entraîner North Carolina • 4 Final Fours • 9 titres de saison régulière de conférence |
| 2003–aujourd'hui     | Bill Self†          | 472–105   | 81,8 %      | • 1 titre NCAA • 2 Final Fours • 14 titres de saison régulière de conférence (2005 à 2018) |
| Total                |                     | 2 274–858 | 72,6 %      | |

† – Intronisé au Naismith Basket-ball Hall of Fame.
 Notes:
- En 1947, Howard Engleman entraîna pendant 14 matchs (8-6) à la suite de l'obligation d'Allen de prendre du repos après le 13e match de la saison. Le bilan d'Engleman n'est pas listé dans ce tableau comme il n'a jamais été officiellement entraîneur.[17]

Actualisé au 16 mars 2019

## Infrastructures
Avant 1907
Avant 1907, les Jayhawks jouaient dans différentes salles, du sous-sol du premier Snow Hall (malgré une hauteur de seulement 4,30 mètres) à la patinoire du YMCA le plus proche. Bien qu'un bâtiment du campus actuel porte le même nom, le premier Snow Hall fut démoli en 1934.
Robinson Gymnasium (1907-1927)
Le Gymnase Robinson était le premier bâtiment destiné au sport du campus de KU et disposait de 2 500 places assises. Il fut démoli en 1967.
Hoch Auditorium (1927–1955)
L'auditorium Hoch était une salle polyvalente de Lawrence, Kansas qui comptait 3 500 places. Il ouvrit ses portes en 1927 et accueillait les Jayhawks du Kansas jusqu'à l'inauguration du Allen Fieldhouse en 1955.
Cet auditorium eut plusieurs surnoms durant cette période, dont "Horrible Hoch" et "The House of Horrors" (la Maison des horreurs). Ceux-ci étaient dus aux difficultés rencontrées par les équipes adverses face à l'étroitesse de la salle et aux murs arrondis. L'arrondi des murs donnait en effet l'illusion que les paniers bougeaient, ce qui poussait les équipes adverses à rater leurs lancers-francs.
Le 15 juin 1991, l'auditorium Hoch fut frappé par la foudre et donc complètement détruit. Seule la façade et le lobby furent épargnés.
Allen Fieldhouse (1955–Aujourd'hui)

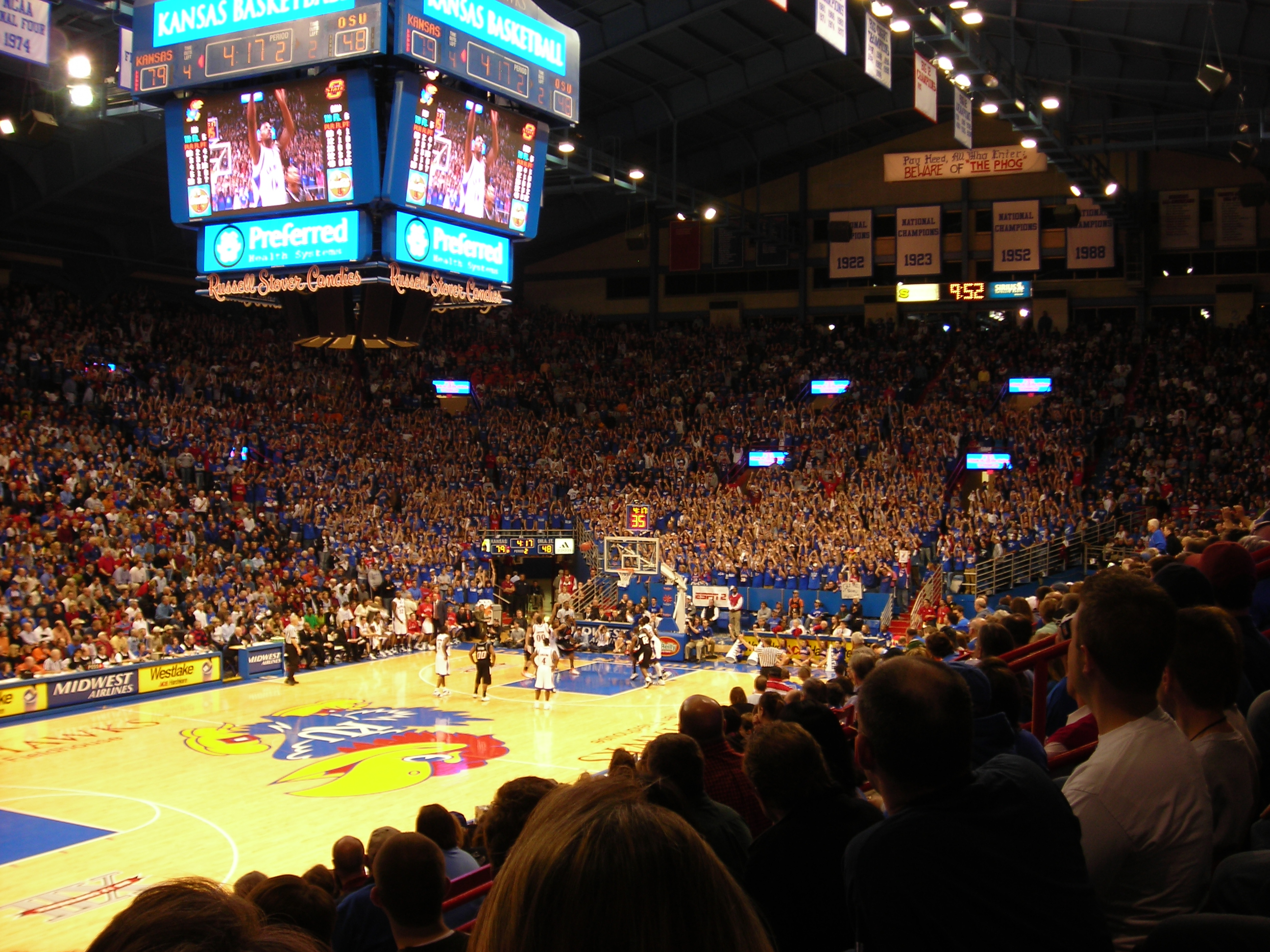
Intérieur du Allen Fieldhouse.

Le Allen Fieldhouse fut inauguré le 1er mars 1955 lors d'un match contre le rival Kansas State, remporté 77-67.
Depuis le 20 février 1994, les Jayhawks n'ont perdu que 14 matchs au Allen Fieldhouse, pour un bilan de 263-14 (95,1 %). Depuis le 3 février 2007, le bilan s'élève à 140-3 (97,9 %) à la date du 2 avril 2015, soit le meilleur bilan à domicile de l'histoire du basket-ball.
Et si ce n'est pas ce bilan qui effraie leurs adversaires, ce sera le volume sonore de la salle. En 2010, ESPN récompensa le Allen Fieldhouse de salle la plus bruyante parmi toutes les universités du pays, atteignant un niveau sonore de 120 décibels.

## Traditions
Avant chaque match des Jayhawks, avant de chanter l'hymne américain, il est de tradition de chanter la chanson kansasaise "Crimson and the Blue", puis le chant "Rock Chalk, Jayhawk".
Apreès l'hymne, pendant la présentation de l'équipe adverse, les membres de la section étudiante sortent un exemplaire du journal étudiant "The Univsersity Daily Kansan, et l'agitent devant leur visage en prétendant le lire pour manifester leur désintérêt pour l'équipe adverse. Après cette présentation, une courte vidéo est diffusée pour présenter les faits marquants de l'histoire des Jayhawks. Pendant la présentation des Jayhawks, les étudiants déchirent leur journal et le lancent en confettis. Ce qu'il reste de confettis sera lancé après le premier panier des Jayhawks.
Si les Jayhawks mènent par une avance confortable à l'approche de la fin du match, la foule commence une version lante du chant "Rock Chalk, Jayhawk", qui est devenue la signature du Allen Fieldhouse.
Les fans et étudiants sont également rès nombreux à l'occasion du "Late Night In The Phog", le premier entraînement de la saison. Celui-ci est public et propose des sketches par les joueurs, anciens comme actuels.

## Résultats contre les équipes de la Big 12
| Baylor                       | KU, 21–4   | KU, 11–0  | KU, 8–2      | BU, 0–2   | KU, 17–4  |
| Iowa State                   | KU, 176–61 | KU, 90–15 | KU, 68–38    | KU, 18–8  | KU, 33–11 |
| Kansas State                 | KU, 185–91 | KU, 84–35 | KU, 75–45    | KU, 26–11 | KU, 41–5  |
| Oklahoma                     | KU, 139–65 | KU, 70–16 | KU, 49–41    | KU, 20–8  | KU, 18–5  |
| Oklahoma State               | KU, 107–54 | KU, 58–11 | KU, 35–31    | KU, 14–12 | KU, 18–7  |
| TCU                          | KU, 5–1    | KU, 2–0   | ex æquo, 1–1 | KU, 2–0   | KU, 2–1   |
| Texas                        | KU, 23–8   | KU, 12–1  | ex æquo, 6–6 | KU, 5–1   | KU, 19–7  |
| Texas Tech                   | KU, 24–4   | KU, 13–0  | KU, 9–4      | KU, 2–0   | KU, 16–3  |
| West Virginia                | KU, 2–0    | KU, 1–0   | ex æquo, 0–0 | KU, 2–0   | KU, 2–0   |
| *Actualisé au 13 mars 2013., |            |           |              |           |           |

## Jayhawks remarquables

### Meilleurs marqueurs
| Rang | Joueur            | Points | Par match | Années    |
| ---- | ----------------- | ------ | --------- | --------- |
| 1    | Danny Manning     | 2 951  | 20,1      | 1985–1988 |
| 2    | Nick Collison     | 2 097  | 14,8      | 2000–2003 |
| 3    | Raef LaFrentz     | 2 066  | 15,8      | 1995–1998 |
| 4    | Clyde Lovellette  | 1 979  | 24,7      | 1950–1952 |
| 5    | Sherron Collins   | 1 888  | 13,2      | 2007–2010 |
| 6    | Darnell Valentine | 1 821  | 15,4      | 1978–1981 |
| 7    | Keith Langford    | 1 812  | 13,3      | 2002–2005 |
| 8    | Paul Pierce       | 1 768  | 16,4      | 1996–1998 |
| 9    | Dave Robisch      | 1 754  | 21,1      | 1969–1971 |
| 10   | Kirk Hinrich      | 1,753  | 12.4      | 2000–2003 |

### Academic All-Americans
Titre honorifique récompensant les meilleurs joueurs de la saison.
- 1971 – Bud Stallworth
- 1974 – Tom Kivisto
- 1977 – Chris Barnthouse
- 1977 – Ken Koenigs
- 1978 – Ken Koenigs
- 1979 – Darnell Valentine
- 1980 – Darnell Valentine
- 1981 – Darnell Valentine
- 1982 – David Magley
- 1996 – Jacque Vaughn
- 1997 – Jacque Vaughn
- 1997 – Jerod Haase
- 1999 – Ryan Robertson
- 2010 – Cole Aldrich
- 2011 – Tyrel Reed

### National Player of the Year awards
Titre honorifique récompensant le meilleur joueur de la saison
- 1923 – Paul Endacott (Helms Foundation Player of the Year)
- 1924 – Charlie T. Black (Helms Foundation Player of the Year)
- 1952 – Clyde Lovellette (Helms Foundation Player of the Year)
- 1988 – Danny Manning (John R. Wooden Award, NABC Player of the Year, Naismith College Player of the Year)
- 2002 – Drew Gooden (NABC Co-Player of the Year)
- 2003 – Nick Collison (NABC Player of the Year)
- 2017 – Frank Mason III (Trophée Wooden, Trophée Naismith, Associated Press, NABC, Trophée Oscar Robertson, Sporting News)

### Maillots retirés
Notes:
- Kansas ne retire que les maillots des anciens joueurs, pas leurs numéros.
- Il est d'usage qu'un joueur ne voie pas son maillot être retiré dans les cinq années qui suivent sa dernière saison à Kansas. Cette règle n'a pas toujours existé mais Bill Self a indiqué qu'elle serait respectée sous sa direction.
- 1Falkenstien est actuellement le seul "non-athlète" à être honoré au Allen Fieldhouse. Son numéro 60 est une allusion aux 60 années qu'il a passées à commenter les matches des Jayhawks à la radio.

### Membres du Basket-ball Hall of Fame
- Phog Allen, joueur et entraîneur
- Larry Brown, entraîneur
- John Bunn, joueur et entraîneur de l'équipe des Freshmen (intronisé en tant que contributeur)
- John Calipari, assistant de l'entraîneur (ancien entraîneur de l'UMass, les Nets de New Jersey et Memphis ; entraîneur actuel du Kentucky)
- Wilt Chamberlain, joueur
- Paul Endacott, joueur
- Bill Johnson, joueur
- Allen Kelley, joueur (intronisé comme membre de l'équipe victorieuse aux Jeux Olympiques d'été de 1960)
- Dutch Lonborg, joueur (intronisé comme entraîneur)
- Clyde Lovellette, joueur
- Ralph Miller, joueur (ancien entraîneur de Wichita State et Oregon State)
- James Naismith, entraîneur (inventeur du basket-ball ; intronisé en tant que contributeur)
- Paul Pierce, joueur
- Ernie Quigley, joueur (intronisé comme arbitre)
- Adolph Rupp, joueur (ancien entraîneur du Kentucky)
- Bill Self (en), entraîneur (entraîneur actuel des Jayhawks)
- Dean Smith, joueur (ancien entraîneur de North Carolina)
- Jo Jo White, joueur
- Roy Williams, joueur (ancien entraîneur de Kansas et North Carolina[25])

### Athlètes Olympiques
Représentant l'Équipe des États-Unis de basket-ball, sauf mention contraire.
| Année | Joueur                                       | Médaille |
| ----- | -------------------------------------------- | -------- |
| 1952  | Phog Allen (assistant coach)                 |          |
| 1952  | Charlie Hoag                                 |          |
| 1952  | Bill Hougland                                |          |
| 1952  | John Keller                                  |          |
| 1952  | Dean Kelley                                  |          |
| 1952  | Bob Kenney                                   |          |
| 1952  | Bill Lienhard                                |          |
| 1952  | Clyde Lovellette                             |          |
| 1956  | Bill Hougland                                |          |
| 1960  | Allen Kelley                                 |          |
| 1968  | Jo Jo White                                  |          |
| 1980  | Darnell Valentine                            | *        |
| 1988  | Danny Manning                                |          |
| 2012  | Sasha Kaun (Équipe de Russie de basket-ball) |          |

*Valentine fut sélectionné avec l'équipe des États-Unis mais le pays boycotta les Jeux Olympiques d'été de 1980.

### Jayhawks en NBA

#### Management actuel
- R. C. Buford – General Manager des Spurs de San Antonio (ancien assistant coach à Kansas de 1983 à 1988)
- Milt Newton – General Manager des Timberwolves du Minnesota
- Kevin Pritchard – General Manager des Pacers de l'Indiana

#### Entraîneurs
- Alvin Gentry – Entraîneur des Kings de Sacramento, Gentry était assistant coach des Jayhawks champions en 1988.
- Gregg Popovich – Entraîneur des Spurs de San Antonio, Popovich était assistant coach de Larry Brown en bénévolat pendant la saison 1985-1986. Il travailla aux côtés d'un autre assistant, R.C. Buford, aujourd'hui Manager général des Spurs.

#### Joueurs actuels
En 2008, cinq Jayhawks furent draftés : Darrell Arthur, Mario Chalmers, Darnell Jackson, Sasha Kaun et Brandon Rush, égalant ainsi le record du plus grand nombre de joueurs draftés la même année, détenu par les Huskies du Connecticut en 2006 et les Gators de Floride en 2007. Ce record fut abttu par les Wildcats du Kentucky lors de la draft 2012 qui virent six de leurs joueurs sélectionnés.
- Udoka Azubuike — Jazz de l'Utah
- Joel Embiid — 76ers de Philadelphie
- Devonte' Graham — Pelicans de La Nouvelle-Orléans
- Josh Jackson —  Kings de Sacramento
- Ben McLemore — Trail Blazers de Portland
- Marcus Morris — Clippers de Los Angeles
- Markieff Morris —  Heat de Miami
- Sviatoslav Mykhaïliouk — Raptors de Toronto
- Kelly Oubre —  Hornets de Charlotte
- Andrew Wiggins — Warriors de Golden State

#### Récemment devenus agents libres
Cette liste rassemble les anciens Jayhawks qui ont joué dans la dernière saison NBA mais sont actuellement sans club et n'ont pas pris leur retraite.
- Cliff Alexander, qui a récemment joué pour les Trailblazers de Portland
- Mario Chalmers, qui a récemment joué pour les Grizzlies de Memphis

#### Anciens joueurs
- Charles B. Black (1948–51)
- Roger Bohnstiel (1966–68)
- B. H. Born (1952–54)
- Bill Bridges (1962–74)
- Walter Roger Brown (1972–79)
- Rick Calloway (1990)
- Randolph Carroll (1978–79)
- Wilt Chamberlain (1959–72)
- Eric Chenowith (1998-01)
- Sherron Collins (2010–11)
- Norm Cook (1976–77)
- John Crawford (1978–81)
- John D. Douglas (1977–78)
- Greg Dreiling (1986–96)
- Nolen Ellison (1961–63)
- Jack Eskridge (1948)
- Ron Franz (1967–72)
- Leonard Gray (1974–76)
- Tony Guy (1979–82)
- Darrin Hancock (1994–96)
- Carl Henry (1983–84)
- Xavier Henry (2010–2014)
- Wayne Hightower (1962–71)
- Art Housey (1980–81)
- Cedric Hunter (1991)
- Darnell Jackson (2008–11)
- Adonis Jordan (1993–98)
- Sasha Kaun (2015–2016)
- Allen Kelley (1953–54)
- Dean Kelley (1951–53)
- Ron Kellogg (1983–86)
- Maury King (1959–62)
- Ken Koenigs (1975–78)
- Raef LaFrentz (1998-09)
- Keith Langford (2007–08)
- Riney Lochmann (1967–69)
- Ron Loneski (1957–59)
- Al Lopes (1965–66)
- Clyde Lovellette (1953–63)
- Dave Magley (1982)
- Danny Manning (1988–02)
- Brian Martin (1985)
- Aaron Miles (2005)
- Paul Mokeski (1979–90)
- Roger Morningstar (1974–75)
- Dave Nash (1968–69)
- Herb Nobles (1976–77)
- Bob O'Brien (1947–48)
- Greg Ostertag (1995–05)
- Scot Pollard (1997-08)
- Kevin Pritchard (1990–95)
- Mark Randall (1991–94)
- Gil Reich (1953)
- Ryan Robertson (1999)
- Dave Robisch (1971–83)
- Giff Roux (1946–48)
- Pierre Russell (1971–72)
- Otto Schnellbacher (1948)
- Josh Selby (2012–13)
- Wayne Simien (2005–07)
- Bruce Sloan (1967–69)
- Isaac Stallworth (1972–76)
- Rick Suttle (1973–75)
- Tyshawn Taylor (2012–14)
- Billy Thomas (1999-08)
- Calvin Thompson (1983–86)
- George Unsel (1963–64)
- Darnell Valentine (1981–90)
- Jacque Vaughn (1997-09)
- Rex Walters (1993–99)
- Walt Wesley (1966–75)
- Jo Jo White (1969–80)
- Bobby Wilson (1965–67)

,

#### Historique de la draft
- 82 joueurs choisis à la draft[30].
- 36 joueurs draftés à la 30e place ou mieux (equivalent du premier tour dans la draft moderne). 37 en incluant le choix territorial Wilt Chamberlain.
- 21 joueurs draftés entre la 31e et la 60e place (equivalent du second tour dans la draft moderne).

Choix territoriaux
De 1947 à 1965, la draft permettait aux équipes en manque de fans de sélectionner un joueur local à la place de son choix au premier tour.
| Année | Joueur           | Equipe                   |
| ----- | ---------------- | ------------------------ |
| 1959  | Wilt Chamberlain | Warriors de Philadelphie |

Draft classique
| Année | Tour | Choix | Général | Joueur                 | Equipe                         |
| ----- | ---- | ----- | ------- | ---------------------- | ------------------------------ |
| 1947  | –    | –     | –       | Ray Evans              | Knicks de New York             |
| 1948  | –    | –     | –       | Otto Schnellbacher     | Steamrollers de Providence     |
| 1952  | 1    | 9     | 9       | Clyde Lovellette       | Lakers de Minneapolis          |
| 1953  | 8    | –     | –       | Dean Kelley            | Zollner Pistons de Fort Wayne  |
| 1953  | 11   | –     | 29/30   | Gil Reich              | Celtics de Boston              |
| 1954  | 3    | 4     | 22      | B. H. Born             | Zollner Pistons de Fort Wayne  |
| 1954  | 7    | 2     | 56      | Alan Kelley            | Hawks de Milwaukee             |
| 1957  | 6    | 8     | 48      | Maury King             | Celtics de Boston              |
| 1959  | 10   | 6     | 71      | Ron Loneski            | Hawks de St. Louis             |
| 1961  | 3    | 9     | 32      | Bill Bridges           | Packers de Chicago             |
| 1962  | 1    | 5     | 5       | Wayne Hightower        | Warriors de San Francisco      |
| 1963  | 4    | 2     | 28      | Nolen Ellison          | Bullets de Baltimore           |
| 1965  | 8    | 7     | 68      | George Unsel           | Lakers de Los Angeles          |
| 1966  | 1    | 6     | 6       | Walt Wesley            | Royals de Cincinnati           |
| 1966  | 13   | 3     | 103     | Al Lopes               | Bullets de Baltimore           |
| 1967  | 4    | 2     | 33      | Ronald Franz           | Pistons de Detroit             |
| 1968  | 9    | 8     | 114     | Roger Bohnenstiel      | Knicks de New York             |
| 1969  | 1    | 9     | 9       | Jo Jo White            | Celtics de Boston              |
| 1969  | 4    | 5     | 48      | Dave Nash              | Bulls de Chicago               |
| 1969  | 11   | 13    | 154     | Bruce Sloan            | 76ers de Philadelphie          |
| 1971  | 3    | 9     | 44      | Dave Robisch           | Celtics de Boston              |
| 1971  | 4    | 13    | 64      | Walter Roger Brown     | Lakers de Los Angeles          |
| 1971  | 13   | 12    | 207     | Pierre Russell         | Bucks de Milwaukee             |
| 1972  | 1    | 7     | 7       | Bud Stallworth         | SuperSonics de Seattle         |
| 1972  | 14   | 4     | 184     | Aubrey Nash            | Bullets de Baltimore           |
| 1975  | 7    | 2     | 110     | Rick Suttle            | Lakers de Los Angeles          |
| 1975  | 8    | 18    | 144     | Roger Morningstar      | Celtics de Boston              |
| 1976  | 1    | 16    | 16      | Norm Cook              | Celtics de Boston              |
| 1977  | 7    | 14    | 124     | Herb Nobles            | Pistons de Detroit             |
| 1978  | 5    | 11    | 99      | Ken Koenigs            | Cavaliers de Cleveland         |
| 1978  | 6    | 8     | 118     | John Douglas           | Jazz de la Nouvelle-Orléans    |
| 1979  | 2    | 20    | 42      | Paul Mokeski           | Rockets de Houston             |
| 1980  | 10   | 12    | 211     | Randy Carroll          | Suns de Phoenix                |
| 1981  | 1    | 16    | 16      | Darnell Valentine      | Trail Blazers de Portland      |
| 1981  | 3    | 1     | 47      | Art Housey             | Mavericks de Dallas            |
| 1981  | 7    | 22    | 160     | John Crawford          | 76ers de Philadelphie          |
| 1982  | 2    | 5     | 28      | Dave Magley            | Cavaliers de Cleveland         |
| 1982  | 2    | 23    | 46      | Tony Guy               | Celtics de Boston              |
| 1984  | 4    | 10    | 80      | Carl Henry             | Kings de Kansas City           |
| 1984  | 9    | 1     | 185     | Brian Martin           | Pacers de l'Indiana            |
| 1984  | 9    | 15    | 199     | Kelly Knight           | Jazz de l'Utah                 |
| 1986  | 2    | 2     | 26      | Greg Dreiling          | Pacers de l'Indiana            |
| 1986  | 2    | 18    | 42      | Ron Kellogg            | Hawks d'Atlanta                |
| 1986  | 4    | 1     | 71      | Calvin Thompson        | Knicks de New York             |
| 1988  | 1    | 1     | 1       | Danny Manning          | Clippers de Los Angeles        |
| 1988  | 3    | 25    | 75      | Archie Marshall        | Spurs de San Antonio           |
| 1990  | 2    | 7     | 34      | Kevin Pritchard        | Warriors de Golden State       |
| 1991  | 1    | 26    | 26      | Mark Randall           | Bulls de Chicago               |
| 1993  | 1    | 16    | 16      | Rex Walters            | Nets du New Jersey             |
| 1993  | 2    | 15    | 42      | Adonis Jordan          | SuperSonics de Seattle         |
| 1994  | 2    | 11    | 38      | Darrin Hancock         | Hornets de Charlotte           |
| 1995  | 1    | 28    | 28      | Greg Ostertag          | Jazz de l'Utah                 |
| 1997  | 1    | 19    | 19      | Scot Pollard           | Pistons de Detroit             |
| 1997  | 1    | 27    | 27      | Jacque Vaughn          | Jazz de l'Utah                 |
| 1998  | 1    | 3     | 3       | Raef LaFrentz          | Nuggets de Denver              |
| 1998  | 1    | 10    | 10      | Paul Pierce            | Celtics de Boston              |
| 1999  | 2    | 16    | 45      | Ryan Robertson         | Kings de Sacramento            |
| 2001  | 2    | 14    | 45      | Eric Chenowith         | Knicks de New York             |
| 2002  | 1    | 4     | 4       | Drew Gooden            | Grizzlies de Memphis           |
| 2003  | 1    | 7     | 7       | Kirk Hinrich           | Bulls de Chicago               |
| 2003  | 1    | 12    | 12      | Nick Collison          | SuperSonics de Seattle         |
| 2005  | 1    | 29    | 29      | Wayne Simien           | Heat de Miami                  |
| 2007  | 1    | 13    | 13      | Julian Wright          | Hornets de La Nouvelle-Orléans |
| 2008  | 1    | 13    | 13      | Brandon Rush           | Trail Blazers de Portland      |
| 2008  | 1    | 27    | 27      | Darrell Arthur         | Hornets de La Nouvelle-Orléans |
| 2008  | 2    | 4     | 34      | Mario Chalmers         | Timberwolves du Minnesota      |
| 2008  | 2    | 22    | 52      | Darnell Jackson        | Heat de Miami                  |
| 2008  | 2    | 29    | 59      | Sasha Kaun             | SuperSonics de Seattle         |
| 2010  | 1    | 11    | 11      | Cole Aldrich           | Hornets de La Nouvelle-Orléans |
| 2010  | 1    | 12    | 12      | Xavier Henry           | Grizzlies de Memphis           |
| 2011  | 1    | 13    | 13      | Markieff Morris        | Suns de Phoenix                |
| 2011  | 1    | 14    | 14      | Marcus Morris          | Rockets de Houston             |
| 2011  | 2    | 19    | 49      | Josh Selby             | Grizzlies de Memphis           |
| 2012  | 1    | 5     | 5       | Thomas Robinson        | Kings de Sacramento            |
| 2012  | 2    | 11    | 41      | Tyshawn Taylor         | Nets de Brooklyn               |
| 2013  | 1    | 7     | 7       | Ben McLemore           | Kings de Sacramento            |
| 2013  | 2    | 9     | 39      | Jeff Withey            | Trail Blazers de Portland      |
| 2014  | 1    | 1     | 1       | Andrew Wiggins         | Cavaliers de Cleveland         |
| 2014  | 1    | 3     | 3       | Joel Embiid            | 76ers de Philadelphie          |
| 2015  | 1    | 15    | 15      | Kelly Oubre            | Hawks d'Atlanta                |
| 2016  | 2    | 3     | 33      | Cheick Diallo          | Clippers de Los Angeles        |
| 2017  | 1    | 4     | 4       | Josh Jackson           | Suns de Phoenix                |
| 2017  | 2    | 4     | 34      | Frank Mason III        | Kings de Sacramento            |
| 2018  | 2    | 4     | 34      | Devonte' Graham        | Hawks d'Atlanta                |
| 2018  | 2    | 17    | 47      | Sviatoslav Mykhaïliouk | Lakers de Los Angeles          |
| 2020  | 1    | 27    | 27      | Udoka Azubuike         | Jazz de l'Utah                 |

## Records en NCAA

### Séries en cours
- Victoires à domicile : 4
- Saisons à 25 victoires ou plus : 12 (depuis 2006)
- Saisons à 20 victoires ou plus : 28 (depuis 1990)
- Participations au championnat NCAA : 29
- Titres de conférence : 14

Actualisé à la fin de la saison 2017-2018.

### Record d'équipe
- Record de victoires contre un même adversaire en une année civile : 5 (contre Nebraska en 1909 et Kansas State en 1935)

### Records individuels
- Nombre de matchs en inscrivant au moins 10 points : 132, Danny Manning
- Nombre de rebonds dans un premier match en carrière : 31, Wilt Chamberlain (contre Northwestern le 5 décembre 1956)
- nombre de contres en une saison du championnat NCAA : 31, Jeff Withey

### Autres
- Nombre de saisons positives : 96
- Nombre de titres de conférence ens aison régulière : 58